# St. Peter und Paul (Berngau)

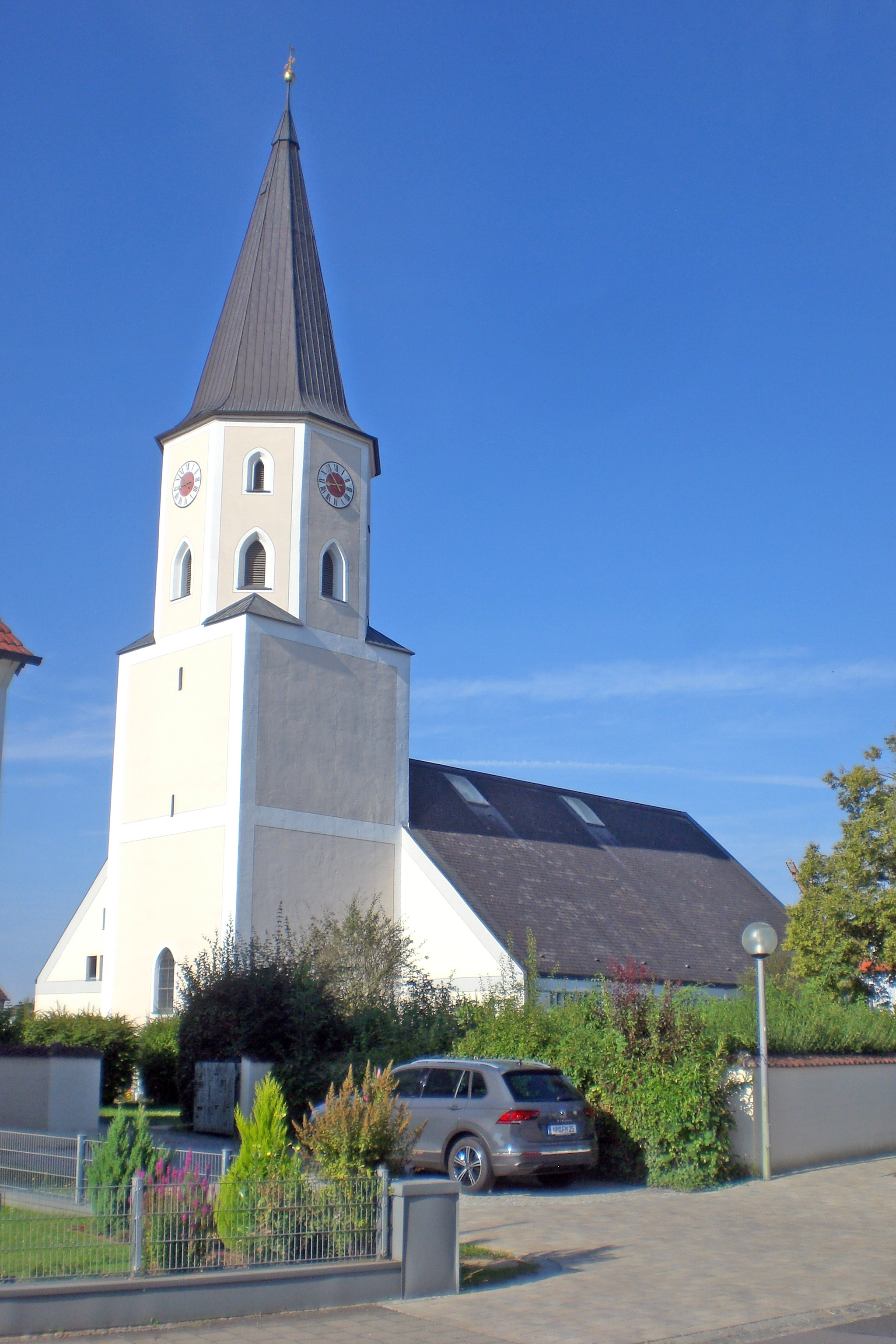
St. Peter und Paul (2024)

Die römisch-katholische, denkmalgeschützte Pfarrkirche St. Peter und Paul steht in Berngau, einer Gemeinde im Landkreis Neumarkt in der Oberpfalz in Bayern. Die Kirche gehört zum Dekanat Neumarkt in der Oberpfalz im Bistum Eichstätt. Das Bauwerk ist unter der Denkmalnummer D-3-73-114-5 als Baudenkmal in die Bayerische Denkmalliste eingetragen.

## Beschreibung
Von dem im Jahr 1186 durch Fürstbischof Otto geweihten Vorgängerbau ist nur der im Jahr 1359 gebaute Chorturm in seinem Kern erhalten. Er wurde 1869 mit einem achteckigen Geschoss aufgestockt, das die Turmuhr und den Glockenstuhl beherbergt, und mit einem spitzen Helm bedeckt. Das mit einem Satteldach bedeckte Langhaus wurde 1967 im Westen nach einem Entwurf von Hanns Meier aus Neumarkt in der Oberpfalz an den Chorturm angebaut. Zur Kirchenausstattung gehört ein Hochaltar von 1752, auf dessen Altarretabel die heiligen Peter und Paul dargestellt sind. Die Kanzel stammt aus der Mitte des 18. Jahrhunderts. Die Orgel wurde 1972 durch Johannes Klais Orgelbau errichtet.